# レーウィンゾンデ

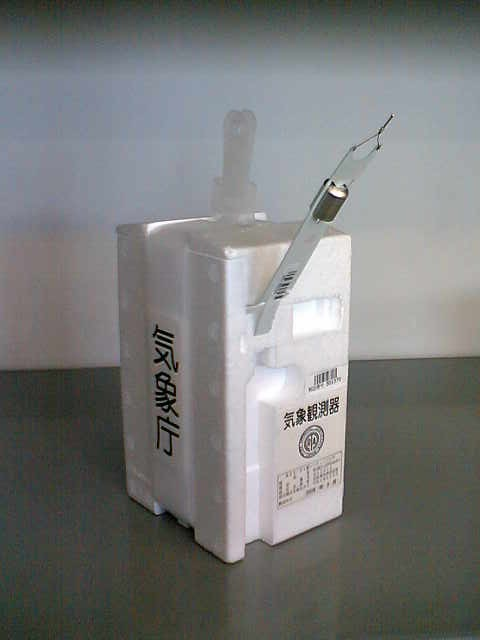
気球に取り付けられる直前のレーウィンゾンデ。（写真は日本の気象庁で使用されていたRS2-91型）

レーウィンゾンデ (英: rawinsonde) は、ラジオゾンデとレーウィンを組み合わせた高層大気の気象観測装置。
ラジオゾンデの一種で、上空の風向や風速を観測するための方向探知装置を用いて追跡できるもの。

## 概要
レーウィンゾンデはラジオゾンデの一種で、従来のラジオゾンデが持つ上空の気圧、気温、湿度の観測機能に加え、レーウィンとしての機能、つまり上空の風向、風速の観測機能が付加された気象観測機器である。
レーウィンゾンデは水素ガスまたはヘリウムガスを充填した気象観測用ゴム気球（無人のゴム製軽気球）に無線発信器を搭載した観測機材を吊り下げ、上空に放たれる。
レーウィンゾンデ本体が観測する要素は気温、気圧、湿度で観測結果は刻々無線で送ってくる。日本の気象庁の主力ゾンデであったRS2-91型レーウィンゾンデの場合は、気球に接続された長さ15mのクレモナ紐（紐の強度はICAOで規定されている）に吊り下げられ、無線の電波に前述の3要素とレファレンス信号を発振音の変化に変換、時分割方式で送信する。
高度は地上の気圧観測値と海抜高度を基に、上空の気圧、気温、湿度、重力加速度を使い計算によって算出（測高公式）する。また、位置は地上に設置した自動追尾型の方向探知機システムを使用して高度角（仰角）と方位角（真北を360度とする）を0.01度単位で観測し、高度と角度からその位置を求め、一定時間毎に変位したゾンデの位置からその地点地点の風向風速を計算する。
レーウィンゾンデで得られた観測データは、高層天気図の作成のほか、気象衛星から得られる観測データの校正や、数値予報の基礎データとして活用された。
1日2回定時（協定世界時で0時と12時すなわち日本時間で9時と21時）に各観測所から上空に放たれた（実際に上空に放つ時刻は、目標高度まで上がるのにかかる時間も見越して08時30分と20時30分であった）。
ヨーロッパでは方向探知機システムを用いた無線追尾方式に比べて地上設備が簡易なGPSゾンデにとって変わられ、日本でも気象庁が2009年までにGPSゾンデに移行している。
高層風だけの観測に関しても、風の乱れによる電波のドップラー効果を観測するウインドプロファイラによる観測に移行している。

なお複合装置であるレーウィンゾンデが作られる元になった　純粋なレーウィン技術や、ラジオゾンデ機能を搭載しない（単純な）レーウィン装置や、それだけを利用した観測については別概念であるのでレーウィンの記事を参照のこと。

## 主な製造メーカー
- 明星電気（日本）
- ヴァイサラ（フィンランド）
- インターメット（アメリカ）
- ロッキード・マーチン・シピカン（アメリカ）